# Биничко Поморавие
Биничко Поморавие, също Биначко Поморавие или Бинячко Поморавие, наричано още Косовско Поморавие, е географски регион в Поморавието, разположен главно в Косово и частично в Централна Сърбия.
В исторически аспект спада към историко-географската област Поморавие. Наименованието най-вероятно произлиза от местен властел на име Биньо, чието името носи първото село от извора на река Българска Морава, известна по най-големия ѝ приток като Бинче Морава.
Намира се в Североизточно Косово, а малка част от територията е в Югоизточна Сърбия. Граничи със Скопска Черна гора на юг, Косово поле на запад и Голяк на север. Областта е част от водосборния басейн на Българска Морава на изток. Обхваща басейна на река Биничка Морава (Бинче Морава), която заедно с друг приток слага началото на Българска Морава.
По-големите градове в региона са Гниляне и Буяновац.